# Winter-Asienspiele 2025/Teilnehmer (Malaysia)
| Gelbes Symbol für Goldmedaillen mit stilisierten Olympischen Ringen | Graues Symbol für Silbermedaillen mit stilisierten Olympischen Ringen | Braundes Symbol für Bronzemedaillen mit stilisierten Olympischen Ringen |
| ------------------------------------------------------------------- | --------------------------------------------------------------------- | ----------------------------------------------------------------------- |
| —                                                                   | —                                                                     | —                                                                       |

Malaysia nahm an den Winter-Asienspiele 2025 in Harbin teil.

## Teilnehmer nach Sportarten

### Eiskunstlauf
| Athleten       | Wettbewerbe | Kurzprogramm/ Rhythmustanz | Kurzprogramm/ Rhythmustanz | Kür    | Kür  | Gesamt | Gesamt |
| Athleten       | Wettbewerbe | Punkte                     | Rang                       | Punkte | Rang | Punkte | Rang   |
| -------------- | ----------- | -------------------------- | -------------------------- | ------ | ---- | ------ | ------ |
| Frauen         |             |                            |                            |        |      |        |        |
| Afrina Diyanah | Einzel      | 24,29                      | 21                         | 56,20  | 18   | 80,39  | 20     |
| Kai Er Goh     | Einzel      | 19,73                      | 23                         | 37,70  | 24   | 57,43  | 24     |
| Männer         |             |                            |                            |        |      |        |        |
| Fang Ze Zeng   | Einzel      | 51,49                      | 14                         | 94,71  | 13   | 146,20 | 13     |
| Chun Hong Low  | Einzel      | 26,75                      | 16                         | 58,17  | 14   | 84,92  | 14     |

### Shorttrack
| Athleten             | Wettbewerb | Vorläufe     | Vorläufe | Viertelfinale | Viertelfinale | Halbfinale    | Halbfinale    | Finale A/B    | Finale A/B    | Rang          |
| Athleten             | Wettbewerb | Zeit         | Rang     | Zeit          | Rang          | Zeit          | Rang          | Zeit          | Rang          | Rang          |
| -------------------- | ---------- | ------------ | -------- | ------------- | ------------- | ------------- | ------------- | ------------- | ------------- | ------------- |
| Frauen               |            |              |          |               |               |               |               |               |               |               |
| Ashley Sook Hui Chin | 500 m      | 53,100 s     | 5        | ausgeschieden | ausgeschieden | ausgeschieden | ausgeschieden | ausgeschieden | ausgeschieden | ausgeschieden |
| Ashley Sook Hui Chin | 1000 m     | 1:50,403 min | 5        | ausgeschieden | ausgeschieden | ausgeschieden | ausgeschieden | ausgeschieden | ausgeschieden | ausgeschieden |
| Ashley Sook Hui Chin | 1500 m     | DNS          | DNS      | DNS           | DNS           | DNS           | DNS           | DNS           | DNS           | DNS           |
| Männer               |            |              |          |               |               |               |               |               |               |               |
| Mohamad bin Fadzil   | 500 m      | 49,633 s     | 4        | ausgeschieden | ausgeschieden | ausgeschieden | ausgeschieden | ausgeschieden | ausgeschieden | ausgeschieden |
| Mohamad bin Fadzil   | 1000 m     | 1:46,735 min | 5        | ausgeschieden | ausgeschieden | ausgeschieden | ausgeschieden | ausgeschieden | ausgeschieden | ausgeschieden |
| Mohamad bin Fadzil   | 1500 m     | DNS          | DNS      | DNS           | DNS           | DNS           | DNS           | DNS           | DNS           | DNS           |

### Ski Alpin
| Athleten           | Wettbewerbe | 1. Lauf | 1. Lauf | 2. Lauf | 2. Lauf | Gesamt      | Gesamt |
| Athleten           | Wettbewerbe | Zeit    | Rang    | Zeit    | Rang    | Zeit        | Rang   |
| ------------------ | ----------- | ------- | ------- | ------- | ------- | ----------- | ------ |
| Frauen             |             |         |         |         |         |             |        |
| Aruwin Salehhuddin | Slalom      | 49,12 s | 5       | 47,62 s | 4       | 1:36,74 min | 4      |

### Skilanglauf
| Athleten     | Wettbewerbe    | Zeit        | Rang |
| ------------ | -------------- | ----------- | ---- |
| Männer       |                |             |      |
| Tang Wei Yan | 10 km Freistil | 39:12,1 min | 43   |

| Athleten     | Wettbewerbe      | Qualifikation | Qualifikation | Viertelfinale | Viertelfinale | Halbfinale    | Halbfinale    | Finale        | Finale        | Rang |
| Athleten     | Wettbewerbe      | Zeit          | Rang          | Zeit          | Rang          | Zeit          | Rang          | Zeit          | Rang          | Rang |
| ------------ | ---------------- | ------------- | ------------- | ------------- | ------------- | ------------- | ------------- | ------------- | ------------- | ---- |
| Männer       |                  |               |               |               |               |               |               |               |               |      |
| Tang Wei Yan | Sprint klassisch | 4:53,18 min   | 39            | ausgeschieden | ausgeschieden | ausgeschieden | ausgeschieden | ausgeschieden | ausgeschieden | 39   |